# Forcipomyia monilicornis
Forcipomyia monilicornis är en tvåvingeart som först beskrevs av Daniel William Coquillett 1905.  Forcipomyia monilicornis ingår i släktet Forcipomyia och familjen svidknott. Inga underarter finns listade i Catalogue of Life.